# Kim Bjongcshol
Kim Bjongcshol (Koreaiul: 김병철; Andong, 1974. július 5. –) dél-koreai színész, aki pályafutását 2001-ben kezdte egy színdarabbal. Leginkább a Sky Castle című televíziós sorozatban alakított szerepéről ismert.  Hírnevet szerzett magának azáltal, hogy olyan népszerű televíziós drámákban játszott, mint  Descendants of the Sun   , Guardian: The Lonely and Great God, Mindannyian halottak vagyunk és Cha doktornő.

## Élete
Kim Bjongcshol 1974. július 5-én született Andongban, amely egy város Észak-Kjongszang provinciában, Dél-Koreában.
Egy interjúban elmondása szerint a színészet iránti vonzalmát a gimnázium harmadik évében fedezte fel. 
A karrierje legelején még tanított is elemi iskolában színészetet mint opcionális tantárgyat.

## Díjak és jelölések
| Év   | Díj                       | Kategória             | Jelölt munka                       | Végeredmény | Ref.  |
| ---- | ------------------------- | --------------------- | ---------------------------------- | ----------- | ----- |
| 2017 | 10th Korea Drama Awards   | Népszerű karakter díj | Guardian: The Lonely and Great God | Elnyerte    | [ 2 ] |
| 2019 | 55th Baeksang Arts Awards | Legjobb mellékszerep  | Sky Castle                         | Elnyerte    | [ 3 ] |
| 2019 | KBS Drama Awards          | Legjobb mellékszerep  | Doctor Prisoner                    | Elnyerte    | [ 4 ] |

## Filmográfia

### Film
| Megjelenés éve | Cím                                  | Szerep                          | Ref.  |
| -------------- | ------------------------------------ | ------------------------------- | ----- |
| 2003           | Egyszer volt egy harctéren           | Silla kém                       |       |
| 2004           | R-Point                              | Joh Byung-hoon korporális       |       |
| 2007           | Bunt                                 | Umpire                          |       |
| 2007           | Hwang Jin Yi                         | Alacsony rangú közbiztos        |       |
| 2007           | Visszatérés                          | Temetkezési manager             |       |
| 2007           | Punch Lady                           | Gye Sung-ha                     |       |
| 2008           | The Guard Post                       | Staff Sgt. Yoon (jelen)         |       |
| 2009           | Private Eye                          | Adjutant (segéd tiszt)          |       |
| 2010           | Twilight Gangsters                   | Utazási ügynök                  |       |
| 2010           | Sex Volunteer: Open Secret 1st Story | Myung-joon                      |       |
| 2010           | Dreams Come True                     | Sargent Kang                    |       |
| 2011           | Quick                                | Park detektív                   |       |
| 2012           | Miss Conspirator                     | Dokgaegoori ("Mérgező béka")    |       |
| 2013           | Precious Love                        | On-yoo öccse                    |       |
| 2015           | Wonderful Nightmare                  | Jin-man                         |       |
| 2016           | Musudan                              | Jak Jeon-gwan                   |       |
| 2018           | The Discloser                        | Hwang manager                   |       |
| 2018           | Stand by Me                          | Poongnam Temetkezési Biztosítás |       |
| 2018           | The Backstreet Noir                  | Bae Chang-do                    | [ 5 ] |

### Televíziós sorozatok
| Megjelenés éve | Cím                                | Szerep                    | Ref.          |
| -------------- | ---------------------------------- | ------------------------- | ------------- |
| 2006           | Kóma                               |                           |               |
| 2010           | The Scarlet Letter                 | Park Joong-goo            |               |
| 2014           | Modern Farmer                      | Han-chul főnöke           |               |
| 2015           | Az eltűnt                          | Kang Yoon-goo             |               |
| 2015           | Cheo Yong                          | betörő (ep. 9)            |               |
| 2016           | Thejangi huje                      | Park Byung-soo alezredes  |               |
| 2016           | Mrs. Cop 2                         | Min Jong-bum              |               |
| 2016           | Dramaworld                         | Önmaga                    |               |
| 2016           | Love in the Moonlight              | A herceg tanítója (Cameo) | [ 6 ]         |
| 2016           | Shopping King Louie                | Lee Kyung-kook            |               |
| 2016           | Guardian: The Lonely and Great God | Park Joong-won            |               |
| 2017           | Alagút                             | Kwak Tae-hee              | [ 7 ]         |
| 2017           | The Emperor: Owner of the Mask     | Kim Woo-jae               |               |
| 2018           | Visszatérés                        |                           |               |
| 2018           | Live                               |                           |               |
| 2018           | Mr. Sunshine                       | Il-sik                    | [ 8 ]         |
| 2018           | Sky Castle                         | Cha Min-hyuk              | [ 9 ]         |
| 2019           | Fogoly doktor                      | Seon Min-sik              | [ 10 ] [ 11 ] |
| 2019           | Pegasus Market                     | Jung Bok-dong             |               |
| 2021           | Sziszifusz a modern korban         | Sigma                     | [ 12 ]        |
| 2022           | Mindannyian halottak vagyunk       | Lee Byung-chan            | [ 13 ]        |
| 2023           | Cha doktornő                       | Seo In-ho                 | [ 14 ] [ 15 ] |
| 2024           | Tökéletes család                   | Choi Jin-hyeok            |               |